# Orquestra Symfónica de Barcelona

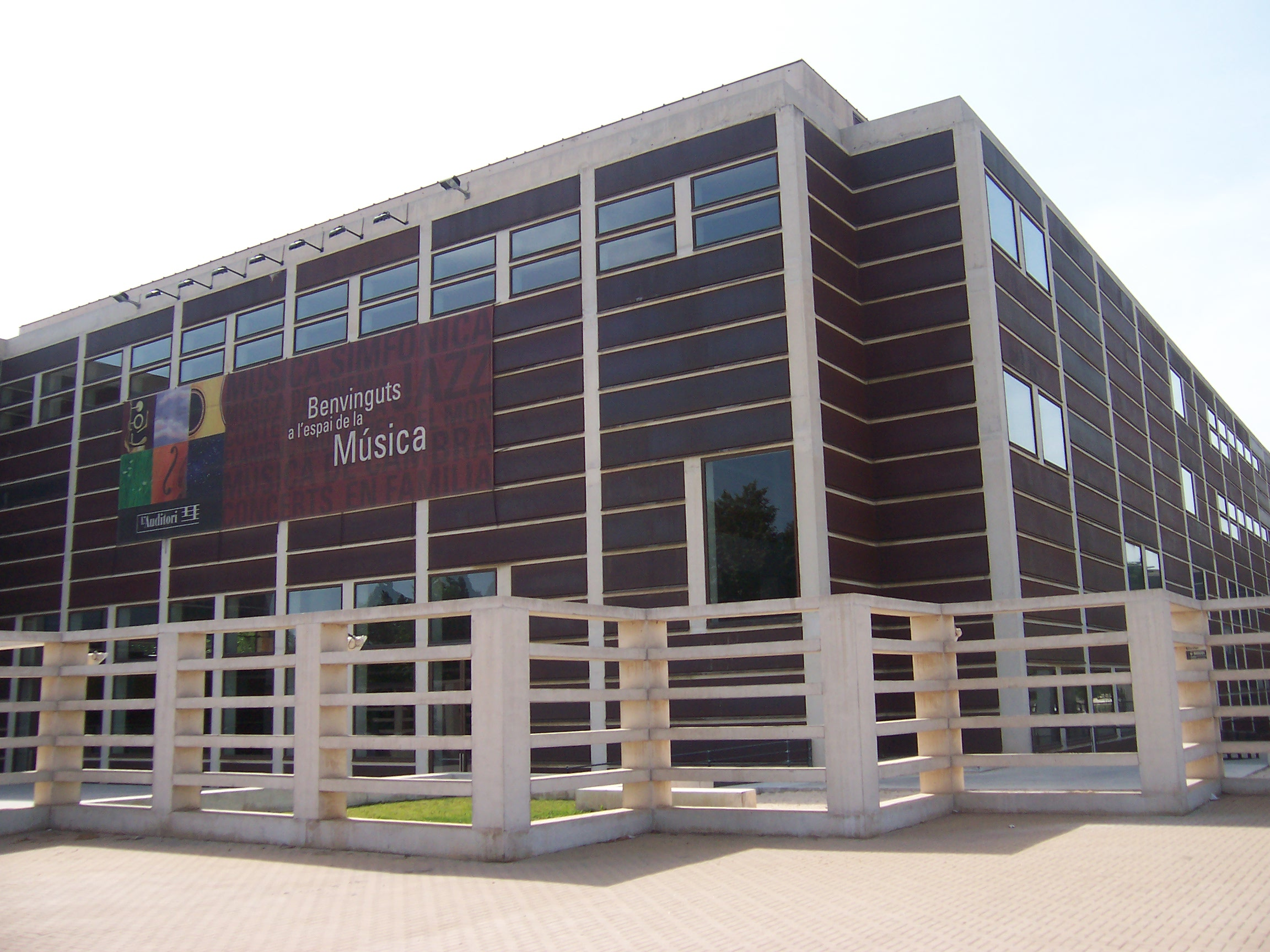
Barcelona's operahuis

Het Orquestra Simfónica de Barcelona i Nacional de Catalunya ofwel Barcelona Symphony Orchestra/National Orchestra of Catalonia is opgericht in 1944, als het overheidsorkest van de stad.
Onder leiding van componist-dirigent Eduard Toldrà werd het symfonieorkest geïntegreerd in het culturele leven van de stad. Het orkest promoot klassieke muziek in de regio en legt daarbij ook een accent bij muziek van Spaanse en Catalaanse componisten.

## Chef-dirigenten
- Eduard Toldrà (1944-1962)
- Rafael Ferrer (1962-1967)
- Antoni Ros-Marbà (1967-1978, 1981-1986)
- Salvador Mas (1978-1981)
- Franz-Paul Decker (1986-1991)
- Luis Antonio García Navarro, (1991-1993)
- Lawrence Foster (1996-2002)
- Ernest Martínez Izquierdo (2002-2006)
- Eiji Oue (2006-2010)
- Pablo González (2010-2015)
- Kazushi Ono (2015-2022)
- Ludovic Morlot (2022-)

- Biblioteca Nacional de España: XX123804
- Bibliothèque nationale de France: cb14007902k (data)
- CiNii: DA13691946
- Gemeinsame Normdatei: 10312070-1
- International Standard Name Identifier: 0000 0001 2187 0425
- Library of Congress Control Number: n96038955
- MusicBrainz: 44e13c98-438e-476b-b6cb-4d305376c4c5
- Nationale Bibliotheek van Israël: 987007312288405171
- Système universitaire de documentation: 086925490
- Virtual International Authority File: 152415363